# Lance Poulsen
Lance Poulsen (29 aprile 1948) è un ex sciatore alpino statunitense, vincitore della Can-Am Cup nel 1971.

## Biografia
Figlio del saltatore con gli sci Wayne e fratello degli sciatori alpini Eric e  Sandra, Lannce Poulsen è cresciuto a Squaw Valley. Sciatore polivalente, in Coppa del Mondo esordì il 15 marzo 1968 ad Aspen in discesa libera, senza completare la prova; in Can-Am Cup nella stagione 1970-1971 si aggiudicò sia la classifica generale, sia quella di slalom gigante. In Coppa del Mondo fu per l'ultima volta al via il 25 febbraio 1972 a Crystal Mountain in discesa libera (47º, suo miglior piazzamento nel circuito); non prese parte a rassegne olimpiche o iridate.

## Palmarès

### Can-Am Cup
- Vincitore della Can-Am Cup nel 1971[1]
- Vincitore della classifica di slalom gigante nel 1971[senza fonte]